# An deiner Seite (Ich bin da)
An deiner Seite (Ich bin da) – trzeci singel niemieckiego zespołu Tokio Hotel, promujący ich drugi album studyjny, zatytułowany Zimmer 483. Twórcami tekstu utworu są Patrick Benzner, Peter Hoffmann, David Jost, Bill Kaulitz i Dave Roth. Singel swoją premierę miał 16 listopada 2007 roku.
Do singla został zrealizowany teledysk, który zawierał materiał wizualny nagrany podczas trasy koncertowej Zimmer 483.

## Listy utworów i formaty singla
Opracowano na podstawie materiału źródłowego.
- CD maxi single

1. „An deiner Seite (Ich bin da)” (Radio edit) – 3:53
2. „1000 Meere” (Single version) – 4:04
3. „Geh” – 4:22
4. „An Deiner Seite (Ich bin da)” (Live video) – 4:27
5. „An Deiner Seite (Ich bin da)” (Music video) – 4:46

- CD single, pt. 2

1. „An deiner Seite (Ich bin da)” (Radio edit) – 3:53
2. „483 Live in Europe Tour Film” (Video) – 7:07

- DVD single

1. „An deiner Seite (Ich bin da)” (Music video) – 4:46
2. „1000 Meere” (Music video) – 4:20

## Notowania

### Notowania tygodniowe
| Lista (2007)                                  | Najwyższa pozycja |
| --------------------------------------------- | ----------------- |
| Austria (Ö3 Austria Top 40)                   | 6                 |
| Finlandia (Suomen virallinen lista – Singlet) | 13                |
| Francja (Top Singles & Titres)                | 2                 |
| Niemcy (Media Control Charts)                 | 2                 |